# Sankt Gallen-i kolostor
A Sankt Gallen-i kolostor évszázadokon át Európa egyik legjelentősebb Benedek-rendi apátsága volt. 1983 óta a világörökség része.

## Története
A kolostort 613-ban alapították a svájci Sankt Gallenben és Szent Gál (Gallus) írországi hittérítőről nevezték el. Szent Gál Szent Kolumbán tanítványa és társa volt, itt hunyt el 646-ban.
Martell Károly Szent Otmárt jelölte ki Szent Gál ereklyéinek gondozására. Kis Pippin uralkodása alatt Otmár megalapította a híres Sankt Gallen iskolát, amely hamarosan híressé vált a tudomány és művészet terén, valamint a kéziratok másolása és a könyvtára miatt. Számos angolszász és ír szerzetes jött ide kéziratot másolni. Nagy Károly kérésére I. Adorján pápa kiváló énekeseket küldött Rómából, akik elterjesztették a gregorián zenét. 818-ban Jámbor Lajos frank király menedékjogot adott a kolostornak és birodalmi kolostori rangra emelte.
A következő évszázadban Sankt Gallen konfliktusba került a közeli reichenaui apátsággal. 924 és 933 között a magyarok fenyegették az apátságot, és a könyveket Reichenauba kellett menekíteni. A könyvek többségét utóbb visszaadták.
972-ben Géza Magyar fejedelem üzenetet küldött I. Ottó császárnak, hogy egész családjával meg kíván keresztelkedni. A Rómából hazatérő két Ottó nyáron kelt át az Alpokon Paviából Sankt Gallenba és itt kaphatták meg az üzenetet valószínűleg augusztusban. Keresztelkedése alkalmával – Szent István vértanú után – az István, a vele együtt megkeresztelt öccse a Mihály nevet kapta.
A keresztelő szertartást 972-ben az I. Ottó német-római császár által küldött Prunward Sankt Gallen-i szerzetes  (Sankt Gallen-i Bruno), mint térítőpüspök végezte.
A 13. században az apátság és a város független fejedelemséggé vált, amelynek a szuverén uralkodója az apát volt, egyenrangú a Német-római Birodalom hercegeivel. A 13. és 14. században a kolostor létét többször fenyegették a különböző harcok, amelyek a Habsburg terjeszkedési politika következtében lobbantak fel. Ezek közül a legjelentősebb az I. Vilmos apát és Habsburg Rudolf közti véres konfliktus volt 1282–1291-ben, amelynek során a király egy ellenvárost (Schwarzenbach) és egy ellenapátságot alapított. Ebben az időben Sankt Gallen városa kikerült az apátság uralma alól, és az apátsággal szembenálló oldalon harcolt. Az appenzelli háborúk (1400–1429) a kolostor számára kedvezőtlenül ütöttek ki: elvesztette uradalmainak nagy részét, Appenzell függetlenné vált.
A reformáció 1525-ben ért el Sankt Gallen városába. 1527-ben az új hitre tért lakosság elűzte az apátot, megszüntette a kolostort, és átvette az uralmat a kolostor birtokai felett. 1532-ben viszont a református szövetségi tartományok legyőzése után az apátságot újraalapították. A kolostorállamnak 1572-ig sikerült az alattvalókat visszatérítenie a katolikus hitre. A 16. század végére az apátság erős, központosított és az akkori időkben modernnek számító területi állammá vált.
Pius apát alatt (1630–1674) beindítottak egy nyomdát. 1712-ben nagy változás következett be a Toggenburg-háborút követően. A svájciak a könyvek és kéziratok nagy részét Zürichbe és Bernbe szállították.
Az 1789-es francia forradalom után a kolostor alattvalói is több szabadságjogot követeltek maguknak. Az 1795-ben megkötött Gossaui szerződéssel Beda Anghern apát próbálta ugyan megmenteni az apáthercegséget, de a reformok ellenére 1798-ban megalakult Sankt Gallen Régi Tartomány Köztársasága. Pankraz Vorster apát száműzetésbe menekült. A Franciaország által 1798-ban megalapított Helvét Köztársaság magába foglalta az apátság egykori területét is. Az apáthercegség a Säntis kanton részévé vált. 1799 májusában Pankraz Vorster apát osztrák támogatással visszatért, de csak rövid időre.
1805. május 8-án Sankt Gallen kanton tanácsa megszüntette a kolostort. Az apát még hosszú ideig sikertelenül próbálkozott az apáthercegség visszaállításával. VII. Piusz pápa 1823-ban kiadott Ecclesias quae antiquitate című bullája, amellyel megalapította a kettős Chur-Sankt Gallen-i egyházmegyét, a Vatikán részéről is a helyreállítási törekvések elutasítását jelentette.
A középkori kolostorból ma már kevés látható. A létező épületek többsége, beleértve a katedrálist is, késő barokk stílusban épültek 1755 és 1768 között.

## Kulturális kincsek

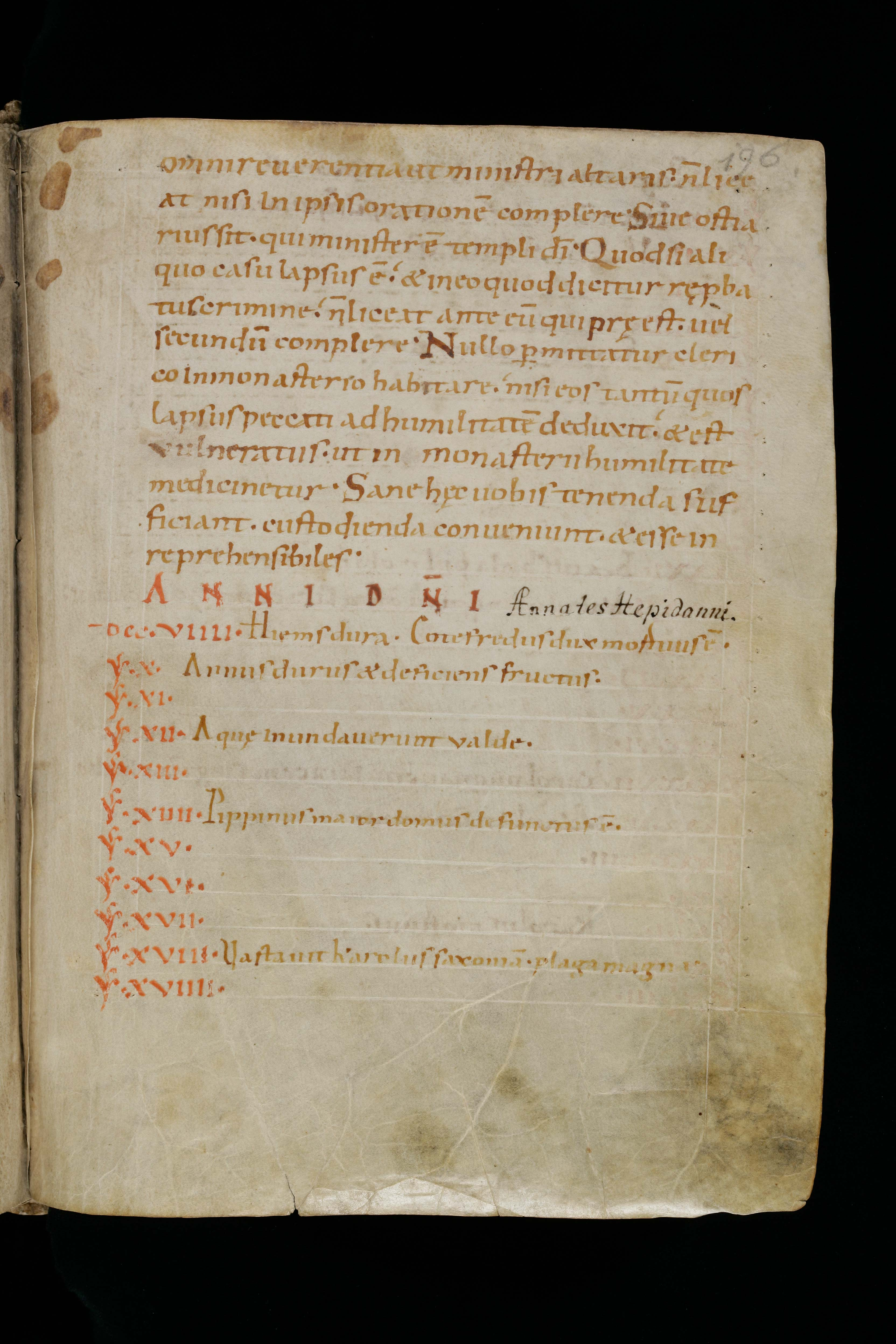
Az Annales Alamannici című kéziratos krónika

A Sankt Gallen-i könyvtárat a világ egyik leggazdagabb középkori gyűjteményének tartják. 2005-ben a könyvtár állományában több mint 160 000 könyv volt, amelyből 2200 kéziratos és 500 elmúlt 1000 éves. Nemrég a könyvtár indított egy projektet a felbecsülhetetlen értékű kéziratos anyag digitalizálására.
A könyvtárban őrzik azt az Ekkehard szerzetes által írt, Casus monasterii Sankti Galli című krónikát, amely beszámol a kalandozó magyarok 926. évi támadásáról is. Különleges értéke a könyvtárnak egy egyedülálló 9. századi dokumentum, amely Sankt Gallen-i alaprajz néven ismert. Ez az egyetlen jelentős építészeti rajz, amely fennmaradt a Római Birodalom bukása és a 13. század között eltelt hétszáz évből. A tervből soha nem készült épület, a nevét a megőrzés helyéről kapta. A tervrajz egy jól kialakított és jól felszerelt kolostor ideálját ábrázolja, ahogy azt valamelyik Aachenben tartott zsinaton elképzelték (kb. 814 és 817 között).
Itt őrzik a legrégibb német nyelvemlékeket tartalmazó Abroganst, mely egy latin-ófelnémet glosszárium.

## Fordítás
- Ez a szócikk részben vagy egészben az Abbey of Saint Gall című angol Wikipédia-szócikk ezen változatának fordításán alapul.  Az eredeti cikk szerkesztőit annak laptörténete sorolja fel. Ez a jelzés csupán a megfogalmazás eredetét és a szerzői jogokat jelzi, nem szolgál a cikkben szereplő információk forrásmegjelöléseként.
- Ez a szócikk részben vagy egészben a Fürstabtei St. Gallen című német Wikipédia-szócikk ezen változatának fordításán alapul.  Az eredeti cikk szerkesztőit annak laptörténete sorolja fel. Ez a jelzés csupán a megfogalmazás eredetét és a szerzői jogokat jelzi, nem szolgál a cikkben szereplő információk forrásmegjelöléseként.